# Níkos Gátsos
Níkos Gátsos (en grec Νίκος Γκάτσος, né le 8 décembre 1911 (ou 1914, selon certaines sources) à Káto Aséa (Chania Phrangovryssis) en Arcadie et mort le 12 mai 1992 à Athènes, est un poète et écrivain grec.

## Biographie
Après avoir suivi un enseignement primaire en Arcadie, il entame des études supérieures à Tripoli où il s’ouvre à la littérature et à l’auto-enseignement du français et de l’anglais. Étudiant en lettres par la suite à Athènes à l’École de Philosophie de l’Université, il y approfondit ses connaissances de Kostís Palamás, de Dionýsios Solomós, de la poésie et des chants populaires tout en découvrant les nouvelles orientations de la poésie européenne. Il est reçu dans les cercles littéraires de la capitale, commence à publier de petits poèmes de facture classique et s’essaye à la critique littéraire (p.ex. pour Kostís Bastiás, Myrtiotissa ou Thrásos Kastanákis). 
En 1943, en pleine guerre et sous la triple occupation, il publie les 308 exemplaires (20 pages) d’Amorgós (Αμοργός), étape marquante de la poésie hellénique contemporaine. Ce fut son seul livre, expression du surréalisme en Grèce. Ce long poème aurait été écrit en une nuit, en écriture automatique[citation nécessaire]. Il se trouve ainsi parmi les surréalistes grecs : Nikítas Rántos, Odysséas Elýtis, Andréas Embiríkos, Níkos Engonópoulos. L’œuvre est très débattue puis rapidement reconnue, admirée, rééditée[réf. nécessaire]. 
Gatsos publie encore trois œuvres : Elégie (Ελεγείο en 1946), « le Chevalier et la Mort » (Ο Ιππότης και ο Θάνατος) en 1947 et Τραγούδι του παλιού καιρού, « Chant du temps ancien », dédié à Georges Séféris (en 1963). Il écrit nombre d’études et commentaires sur la poésie. La Grèce libérée, il travaille comme traducteur à l’Anglo-Greek Review et à la Fondation nationale de radiophonie, et écrit aussi d'autres poèmes inédits.
Mais surtout il commence à écrire des textes de chansons sur la musique de Mános Chatzidákis, (et les chansons du film America, America d’Elia Kazan) inaugurant une période féconde de la chanson grecque, avec des titres tels que Athanasía (Αθανασία), Tis yis to chrysáphi (Της γής το χρυσάφι), Rebétiko (Ρεμπέτικο), Archipélagos (Αρχιπέλαγος), Píres to megálo drómo (Πήρες το μεγάλο δρόμο), Laïkí agorá (Λαϊκή Αγορά), I mikrí Ralloú (), Mia glóssa mia patrída (Μια γλώσσα μια πατρίδα), 
An thymithís t’oniró mou (Αν θυμηθείς τ’ ονειρό μου), Pornografía (Πορνογραφία), I níchta (Η νύχτα), Antikatoptrismí (Αντικατοπτρισμοί), Ta katá Márkon (Τα κατά Μάρκον) ou Chártino to fengaráki (Χάρτινο το φεγγαράκι).

## Chansons célèbres
- 1961 : Tora pou pas stin xeniteia (Τώρα που πας στη ξενιτειά), paroles : Níkos Gátsos, musique : Mános Hadjidákis, interprètes : Nana Mouskouri, María Farantoúri, Giovanna, Tzeni Vanou ; version française Celui que j'aime.
- 1963 : Strose to stroma sou gia dyo (Στρώσε το στρώμα σου για δυο), paroles : Níkos Gátsos, musique : Míkis Theodorákis, créée par Grigóris Bithikótsis
- 1965 : Stou kosmou tin aniforia (Στου κόσμου την ανηφοριά), paroles : Níkos Gátsos, musique : Míkis Theodorákis, interprètes : Grigóris Bithikótsis, María Farantoúri, Antónis Kaloyánnis
- 1966 :
  - Stou Othona ta Chronia (Στου Όθωνα τα χρόνια), paroles Níkos Gátsos, musique : Stavros Xarhakos
  - Matia vourkomena (Μάτια βουρκωμένα), paroles Níkos Gátsos, musique : Stavros Xarhakos, interprète : Grigóris Bithikótsis
- 1970 : Milisse mou (Μίλησέ μου), paroles : Níkos Gátsos, musique : Mános Hadjidákis, créée par Grigóris Bithikótsis, reprise par Nana Mouskouri
- 1974 : Strata ti strata (Στράτα τη στράτα), paroles : Níkos Gátsos, musique : Mikis Theodorakis, créée par Grigóris Bithikótsis